# Sébastien Floche
Sébastien Floche est un acteur français, né le 19 juillet 1924 à Clichy et mort le 22 mai 2021 dans la même ville.
Il a commencé sa carrière en 1965 dans Les Baratineurs de Francis Rigaud et a tourné plus de 90 films, téléfilms ou séries.

## Filmographie partielle

### Cinéma
- 1965 : Les Baratineurs de Francis Rigaud : le notaire
- 1967 : Du mou dans la gâchette de Louis Grospierre
- 1969 : Hibernatus de Édouard Molinaro : l'huissier du secrétaire général (non crédité)
- 1969 : Poussez pas grand-père dans les cactus  de Jean-Claude Dague : Franck, le tueur
- 1970 : Dernier Domicile connu de José Giovanni : le gardien de l'immeuble (non crédité)
- 1972 :  Le Charme discret de la bourgeoisie de Luis Buñuel
- 1973 :  Dany la ravageuse de Willy Rozier : Loonie
- 1973 :  Le Magnifique de Philippe de Broca : un interprète
- 1974 :  Comment réussir quand on est con et pleurnichard de Michel Audiard : Marcel
- 1974 :  Le Permis de conduire de Jean Girault : Rampal
- 1975 :  C'est pas parce qu'on a rien à dire qu'il faut fermer sa gueule de Jacques Besnard : un client des toilettes (non crédité)
- 1975 : L'Incorrigible de Philippe de Broca : le premier libéré (non crédité)
- 1976 : Cours après moi que je t'attrape de Robert Pouret : un journaliste TV
- 1976 : Un type comme moi ne devrait jamais mourir de Michel Vianey : le client Léopold
- 1977 : Comme sur des roulettes de Nina Companeez : l'homme au cigare
- 1977 : La Coccinelle à Monte-Carlo de Vincent McEveety : le touriste français
- 1979 : Et la tendresse ? Bordel ! de Patrick Schulmann : Autour des autres - L'inquiet
- 1980 : Touch' pas à mon biniou de Bernard Launois
- 1981 : Quartet de James Ivory : Édouard Hautchamp
- 1982 : La Baraka de Jean Valère : Le flic, Verello
- 1982 : Le Cadeau de Michel Lang : Le nouvel employé de la banque
- 1983 : La Fiancée qui venait du froid de Charles Nemes : Le maître d'hôtel
- 1986 : Sauve-toi, Lola de Michel Drach : L'huissier
- 1987 : Club de rencontres de Michel Lang : un client senior du club
- 1987 : On se calme et on boit frais à Saint-Tropez de Max Pécas : M. Duval
- 1989 : Valmont de Miloš Forman : le prêtre
- 2009: La folle histoire d'amour de Simon Eskenazy de Jean Jacques Zimmerman
- 2012 : L'Oncle Charles d'Étienne Chatiliez : Monsieur Blandier

### Télévision
- 1970 : Tête d'horloge, téléfilm de Jean-Paul Sassy : le maître d'hôtel
- 1971 : Les Enquêtes du commissaire Maigret de Marcel Cravenne, épisode Maigret aux assises (série) :  le marchand de fleurs
- 1971 : Robert Macaire de Pierre Bureau (téléfilm) : le domestique
- 1973 :  Les Nouvelles Aventures de Vidocq (série télévisée), épisode Les assassins de l'Empereur
- 1975 : Messieurs les jurés, épisode  L'affaire Andouillé  (série télévisée) :  Max Villequier
- 1976 : La Poupée sanglante de Marcel Cravenne - épisode #1.1 (mini série)
- 1976 : Les Brigades du Tigre, épisode L'homme à la casquette de Victor Vicas (série TV) :  Lampel
- 1976 : Nick Verlaine ou Comment voler la Tour Eiffel, de Claude Boissol, épisode La Fille de l'air
- 1976 : Les Cinq Dernières Minutes, épisode Le collier d'épingles de Claude Loursais (série télévisée) :  le clerc
- 1977 : La Vérité de madame Langlois  téléfilm  de Claude Santelli : le curé
- 1977 : Les Enquêtes du commissaire Maigret, épisode L'Amie de Mme Maigret de Marcel Cravenne :  le bibliothécaire de la P.J.
- 1977 : Minichronique de René Goscinny et Jean-Marie Coldefy, épisode Le Célibataire
- 1978 : Les Brigades du Tigre de Victor Vicas, épisode Le village maudit : le curé
- 1978 : Médecins de nuit de Peter Kassovitz, épisode : Hélène (série)
- 1978 : Les Enquêtes du commissaire Maigret, épisode 'Maigret et le tueur de Marcel Cravenne :  un client du bistrot de la rue Popincourt
- 1979 : Le Tourbillon des jours  (série télévisée) : le curé
- 1982 : Les Nouvelles Brigades du Tigre de Victor Vicas, épisode Le temps des Garconnes de Victor Vicas :  Jérôme
- 1983 : Les Enquêtes du commissaire Maigret de René Lucot (série télévisée), épisode Maigret s'amuse
- 1986 : Le Dindon, téléfilm de Pierre Badel : Jean